# Saicourt
Saicourt est une commune suisse du canton de Berne, située dans l'arrondissement administratif du Jura bernois.

## Géographie
La commune de Saicourt est formée par trois villages : Saicourt, Le Fuet et Bellelay. Les hameaux de La Bottière et de Montbautier en font également partie. Plusieurs fermes isolées sont situées sur le territoire de la commune de Saicourt : Les Vacheries, La Béroie, Rière-Jorat, La Noz, La Béray et Le Sautou.

## Population

### Surnoms
Les habitants de la commune sont surnommés « Lé Por » ou « lé Poûe », soit les cochons en patois jurassien, les Sangliers et les Coupe-Chou. Quant à ceux de la localité de Bellelay, ils sont surnommés « les Fous », en raison de la clinique psychiatrique qui s'est longtemps trouvée sur son territoire.

### Démographie
La commune compte 311 habitants en 1818, 456 en 1850, 802 en 1900, 1140 en 1950 et 673 en 2000.

## Histoire
Contrairement à une majorité de communes bernoises, on ignore la date exacte de la fondation de Saicourt, mais des écrits font état du village de Zacurt au début du XIIIe siècle. Il existait certainement une maison fortifiée au lieu-dit Châtillon, plus connu par les villageois sous le nom du « Craux ».
De 1797 à 1815, Saicourt a été occupé par la France, qui plaça le village au sein du département du Mont-Terrible, puis, à partir de 1800, du département français du Haut-Rhin, auquel le département du Mont-Terrible fut rattaché. Par décision du congrès de Vienne, le territoire de l’ancien évêché de Bâle fut attribué au canton de Berne, en 1815.
Les armoiries de Saicourt ont été créées par la commune elle-même en 1944. Elles sont stylisées par une crosse représentant la Courtine et trois collines représentant les villages de Saicourt, Le Fuet et Bellelay.

## Courtine de Bellelay
Au XIIe siècle, Gérold, premier abbé de l’abbaye de Bellelay, entre en possession du vallon où est érigé le couvent (détaché de la Prévôté de Moutier-Grandval en 1136). Il achète les villages des Genevez, de Lajoux, des Fornets et les Cerniers de Rebévelier. Ce territoire forme la Courtine de Bellelay.
A l’époque de l’invasion française (1792), la Courtine, combourgeoise de Soleure et de Bienne, jouit de la neutralité helvétique. Elle échappe à la réunion avec la France jusqu'en décembre 1797.
En 1815, la Courtine est incorporée au district de Moutier. Elle comprend les villages de Bellelay, Châtelat, Les Genevez, Lajoux, Monible et Sornetan. En 1976, à l’issue du Plébiscite jurassien, les communes des Genevez et de Lajoux sont transférées dans le district des Franches-Montagnes.

## Ecole secondaire de la Courtine
Jusqu'en 1956, les écoliers de la Courtine ont peu de possibilités de fréquenter l'école secondaire. Ils doivent se rendre à Tavannes ou à Tramelan. Mécontentes de cette situation, les six communes de La Courtine décident de se regrouper pour mettre sur pied une école communautaire à Bellelay. Le nouveau bâtiment est inauguré en 1956. L’école secondaire de la Courtine fait l’objet d’une convention entre le canton de Berne et le canton du Jura depuis 1980. Elle accueille des élèves des communes de Saicourt (BE), Les Genevez (JU), Lajoux (JU), Petit-Val (BE) et Rebévelier (BE). L’enseignement général est dispensé sur le site de Bellelay. Pour les leçons de gymnastique, les élèves se rendent aux Genevez. Pour celles d’économie familiale, ils vont à Lajoux. Les transports sont assumés par les entreprises CarPostal et MOBIJU.

## Monuments
- L’abbatiale de Bellelay est la deuxième église du canton par sa grandeur. C'est dans cette abbaye que les moines ont inventé le fromage nommé Tête de moine.

## Gouffre de la Rouge-Eau
Exploré pour la première fois en 1950, le gouffre de la Rouge-Eau se situe entre Bellelay et Le Fuet, aux abords de la route cantonale, à une altitude de 920 mètres. Il fait partie d’un réseau de cavités explorables situées sur le territoire des communes de Châtelat, Lajoux et Saicourt. L’une de ces cavités porte le nom de salle Lièvre. Le gouffre s’étend sur 137 mètres de profondeur et 400 mètres de développement. En 1972, le site a été mis sous protection dans la cadre des mesures prises pour la réserve naturelle de Bellelay. Il fait toujours l’objet d’expéditions spéléologiques.

## Personnalités
- Jean-Henri Jacquerez (1722-1782), auteur de l'ouvrage Mémoires du petit Henry
- Frédéric Humbert (1883-1950)[18], ancien directeur de la Clinique psychiatrique de Bellelay[19].
- Jules Paroz (1824-1906)[20], pédagogue[21].

## Hôpital
La clinique psychiatrique de Bellelay est installée dès 1899 dans le couvent.

## Galerie

Photo aérienne (1953)
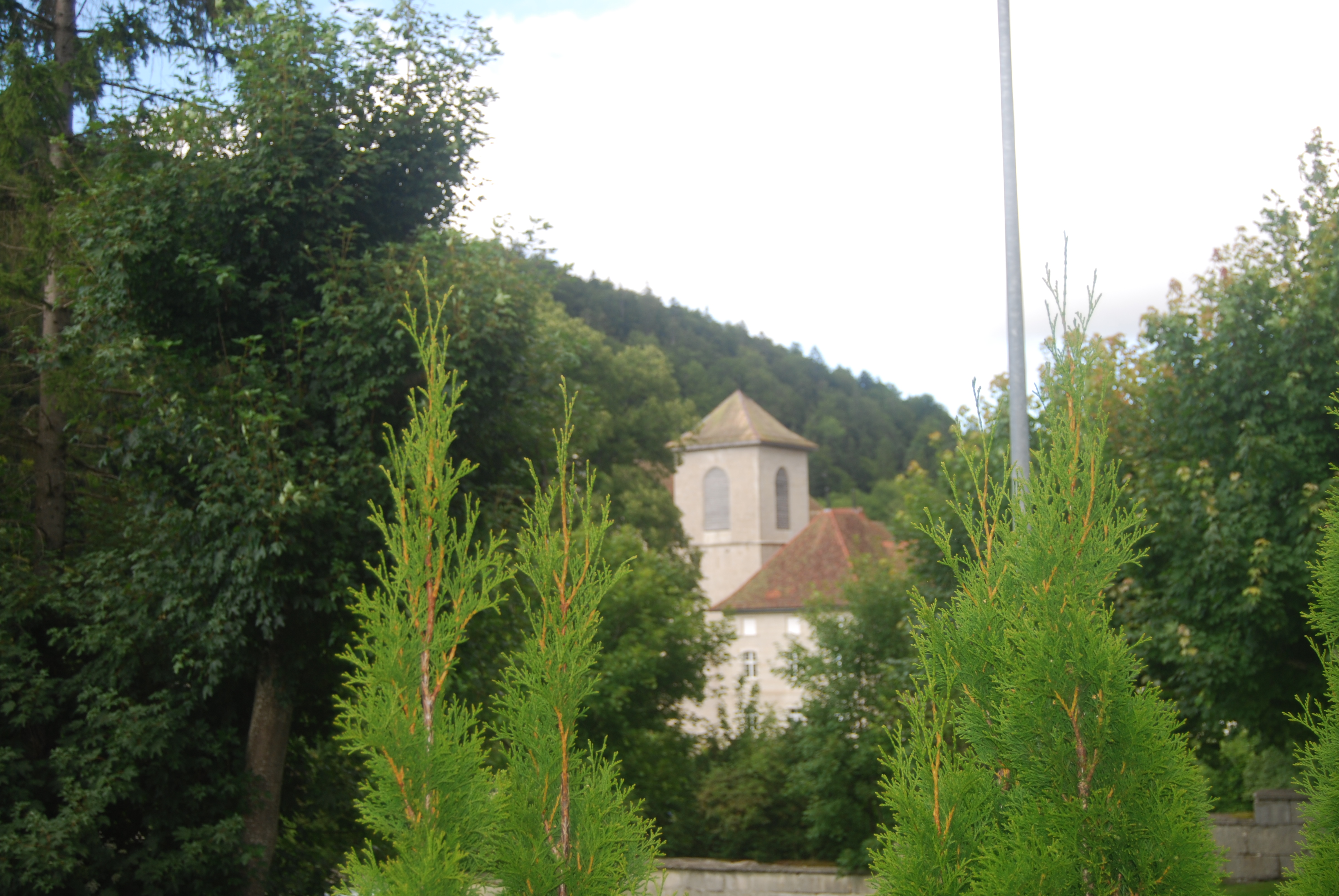
Bellelay (Saicourt)
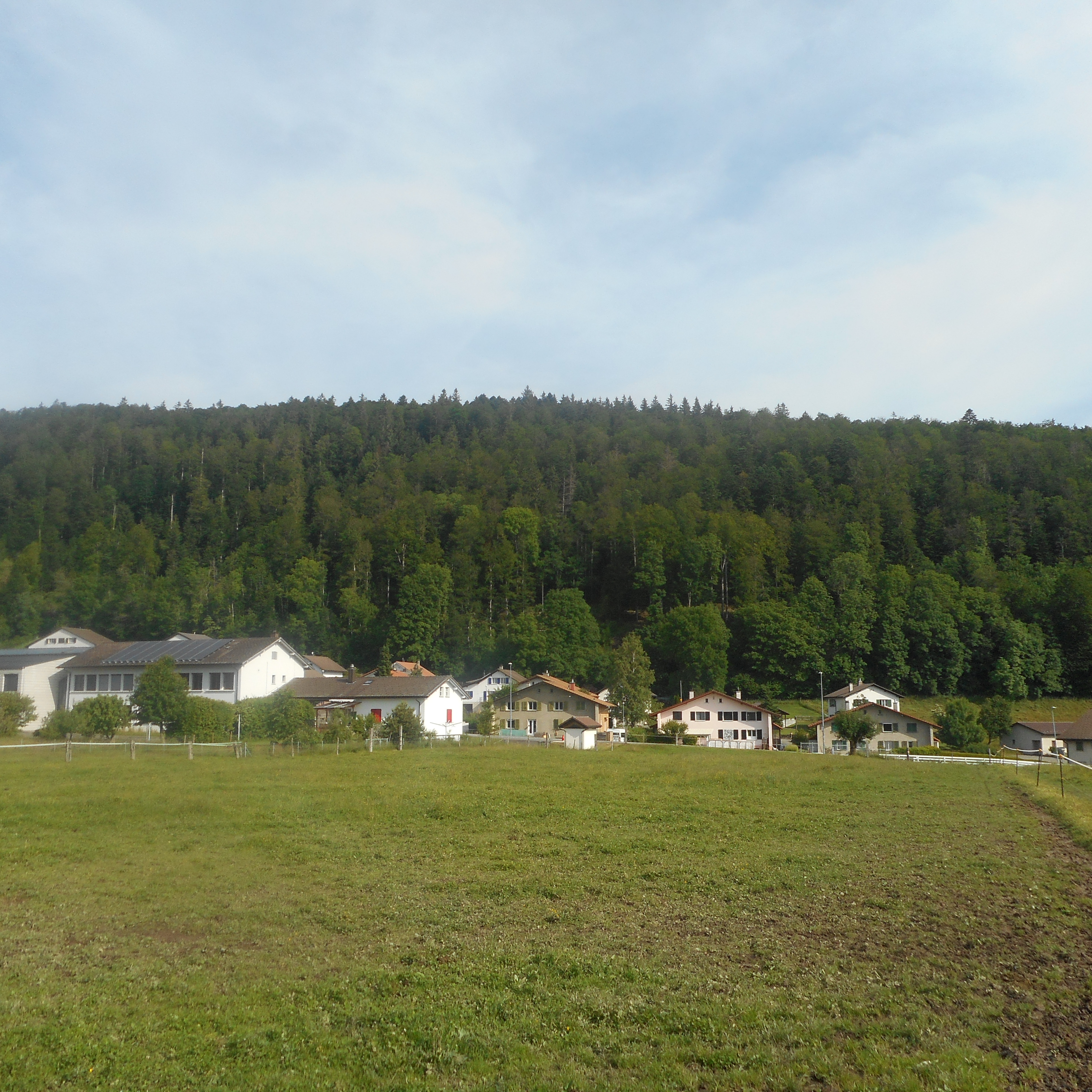
Vue du village de Bellelay avec l'école secondaire au premier plan.
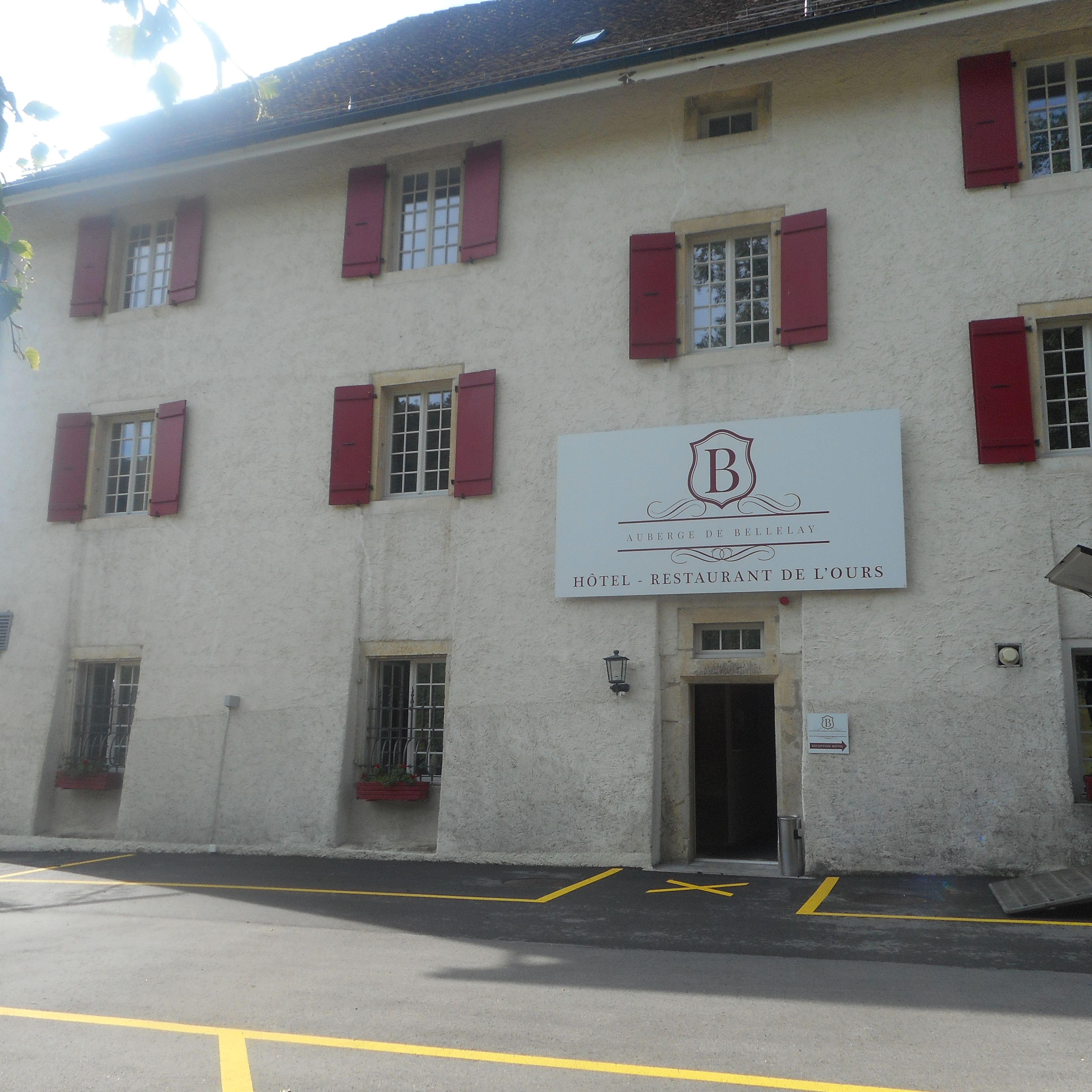
Hôtel de l'Ours, Bellelay.
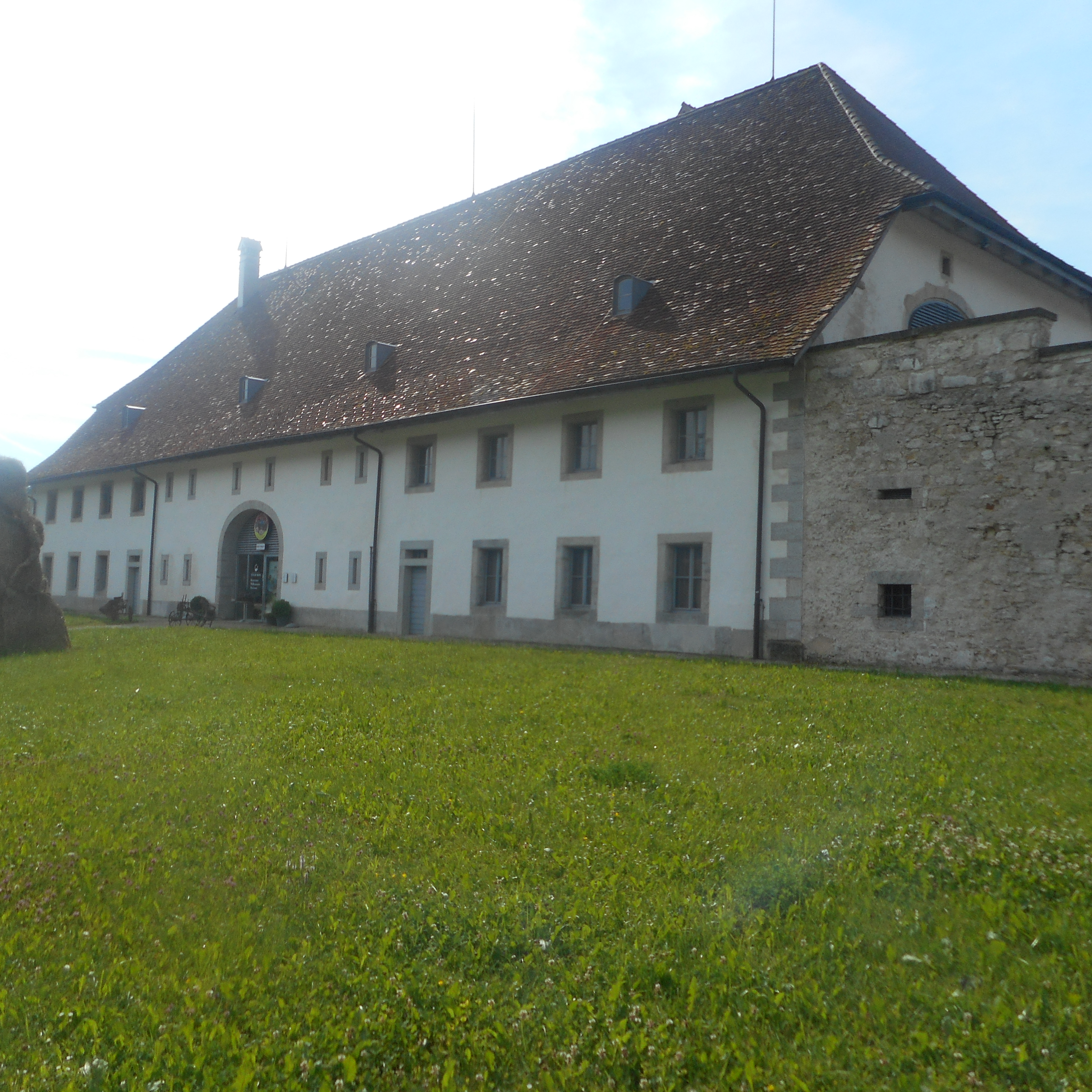
Maison de la Tête de Moine, Bellelay.